# Silene orbelica
Silene orbelica är en nejlikväxtart som beskrevs av W. Greuter. Silene orbelica ingår i släktet glimmar, och familjen nejlikväxter. Inga underarter finns listade i Catalogue of Life.